# Брежетуба
Брежетуба (порт. Brejetuba)  —  муниципалитет в Бразилии, входит в штат Эспириту-Санту. Составная часть мезорегиона Центр штата Эспириту-Санту. Входит в экономико-статистический  микрорегион Афонсу-Клаудиу. Население составляет 13 018 человек на 2006 год. Занимает площадь 342,507 км². Плотность населения — 38,0 чел./км².

## История
Город основан 15 декабря 1995 года.

## Статистика
- Валовой внутренний продукт на 2003 составляет 31.346.703,00 реалов (данные: Бразильский институт географии и статистики).
- Валовой внутренний продукт на душу населения на 2003 составляет 2.526,33 реалов (данные: Бразильский институт географии и статистики).
- Индекс развития человеческого потенциала на 2000 составляет 0,680 (данные: Программа развития ООН).